# Joseph Olphe-Galliard
Pour les articles homonymes, voir Galliard.
Pour les autres membres de la famille, voir Famille Olphe-Galliard.
Louis Marie Joseph Olphe-Galliard, né le 15 mars 1877 à Lyon (France) et mort le 4 juin 1960 en cette même ville, est un résistant, officier aviateur et aumônier militaire français. Il est principalement connu pour avoir été l'aumônier général des Forces françaises libres de leur création en 1940 à leur dissolution en 1943.

## Biographie

### Origines
Joseph Olphe-Galliard est le fils d'Emmanuel Olphe-Galliard, descendant d'une ancienne famille de  notables de la région gapençaise, et de Marie Fayard de Mille.
Elève du lycée Notre-Dame-de-Mongré, il est licencié-es-lettres. Son service militaire terminé, il entre au noviciat des jésuites en 1896, et est ordonné prêtre en 1908. En tant que jésuite, Joseph enseigne au Caire, en Égypte (collège de la Sainte-Famille), en Syrie, et est prédicateur à Marseille, Lyon et Grenoble.

### Première Guerre mondiale[3]
Mobilisé le 2 août 1914 dans le 112e régiment d'infanterie, il est blessé lors de la bataille de Champagne (1915), alors qu'il est sous les ordres de Philippe Pétain. 
Il est versé dans l'aviation en 1916, affecté comme observateur à l'escadrille N 561 (en) puis intègre l'escadrille de défense mobile de Venise en 1917 et devient aviateur. 
Observateur, photographe de grande valeur, il fut cité à six reprises en raison de ses brillantes et audacieuses reconnaissances aériennes, faisant acte de bravoure et de sang-froid sur le front italien, lors des offensives sur Asiago, Monte Zebio, Fiume, Maltempo, et sur le Détroit de la Morlacua. 
Promu lieutenant en 1917, il est démobilisé en 1919.

### Seconde Guerre mondiale[5]

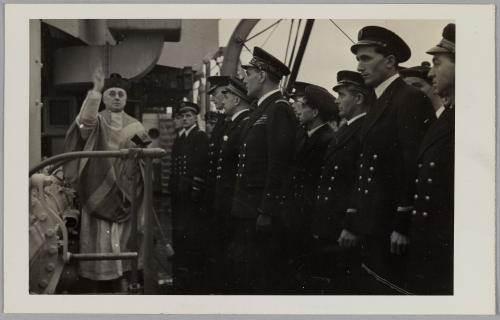
L'Abbé Olphe-Galliard bénit le nouveau torpilleur, la "Combattante", 1942-1943. Musée du Général Leclerc de Hauteclocque et de la Libération de Paris - musée Jean-Moulin

Commandant de réserve de l'armée de l'air, il quitte les jésuites et rejoint le clergé séculier.
Il devient chanoine de l'archidiocèse de Lyon en 1931 et est chanoine honoraire de Cathédrale Notre-Dame-de-Guadeloupe.
Il devient ensuite aumônier militaire au camp de prisonniers de Worms (Allemagne). 
Promu officier de l'ordre national de la Légion d'honneur et commandant en 1929, il devient aumônier du cuirassé Paris et du croiseur école Jeanne d'Arc..  
Il rejoint le général de Gaulle dès novembre 1940 ou il dirige les œuvres des FNFL, devient aumônier général des Forces françaises libres de Londres et est conseiller à la direction du personnel militaire de la flotte. 
Il est nommé en 1945 commandeur de l'ordre national de la Légion d'honneur puis prend sa retraite en 1949.

### Visite au maréchal Pétain[7]
Le 24 avril 1951, le maréchal Pétain, à l'article de la mort , célèbre ses 95 ans avec sa famille dans sa prison du Fort de Pierre-Levée sur l'Île-d'Yeu.
Le chanoine Olphe-Galliard, ami du général de Gaulle, et monseigneur Rodhain, alors aumônier général des prisons de France, lui rendent visite. Devant la presse française et étrangère qui l'interroge au sujet de son voyage, le chanoine Olphe-Galliard déclare que « sa démarche était toute personnelle, et étrangère à toute mission de quiconque, qu'officier sous ses ordres, j'ai voulu rendre hommage à mon ancien chef »,.
Jean Lemaire, avocat du maréchal Pétain commenta : « dans la mesure où le chanoine Olphe-Galliard, glorieux combattant de Verdun et ancien aumônier général des forces françaises libres, vient rendre visite au maréchal Pétain au cours de sa grave maladie, nous le remercions respectueusement de son geste de réconciliation ». Cette visite, très commentée par les médias, fut interprétée comme étant une rencontre encouragée par le général de Gaulle.

## Publications
Dom Olphe-Galliard est membre de la Société d'Histoire de Lyon entre 1930 et 1960  . 
Il publia deux ouvrages : 
- L'Aviation de reconnaissance et la photographie aérienne pendant la guerre. Joseph Olphe-Galliard. Paris : les Études, 1922.
- Un beau cavalier, le commandant de Gailhard-Bancel. Joseph Olphe-Galliard. Valence : Impr. valentinoise.